# Puerto Real
La villa de Puerto Real es un municipio español situado en la provincia de Cádiz, en la comunidad autónoma de Andalucía. La localidad se sitúa en la costa norte del saco interior de la bahía de Cádiz, probablemente cerca del antiguo poblamiento romano de Portus Gaditanus. El nombre actual se lo debe a su fundación por los Reyes Católicos en 1483. Su centro histórico está declarado conjunto histórico artístico y posee el peculiar trazado hipodámico, al estilo de las nuevas ciudades nacidas en el Renacimiento. En la actualidad su población depende en buena medida de la industria, especialmente naval y aeronáutica, y del sector terciario.  Es sede de varias facultades de la Universidad de Cádiz, un hospital comarcal y está comunicada por tren, autovía y autopista.
Cuenta con una población de 42 151 habitantes (INE 2024). Su término municipal abarca una superficie de 197 km², lo que le otorga una densidad de población de 202,33 hab/km². Las coordenadas geográficas de la localidad son 36° 31′ N y 6° 11′ O. El núcleo urbano principal se sitúa a una altitud de 8 metros sobre el nivel del mar y se encuentra a 15 kilómetros de la capital de la provincia, Cádiz.

## Geografía

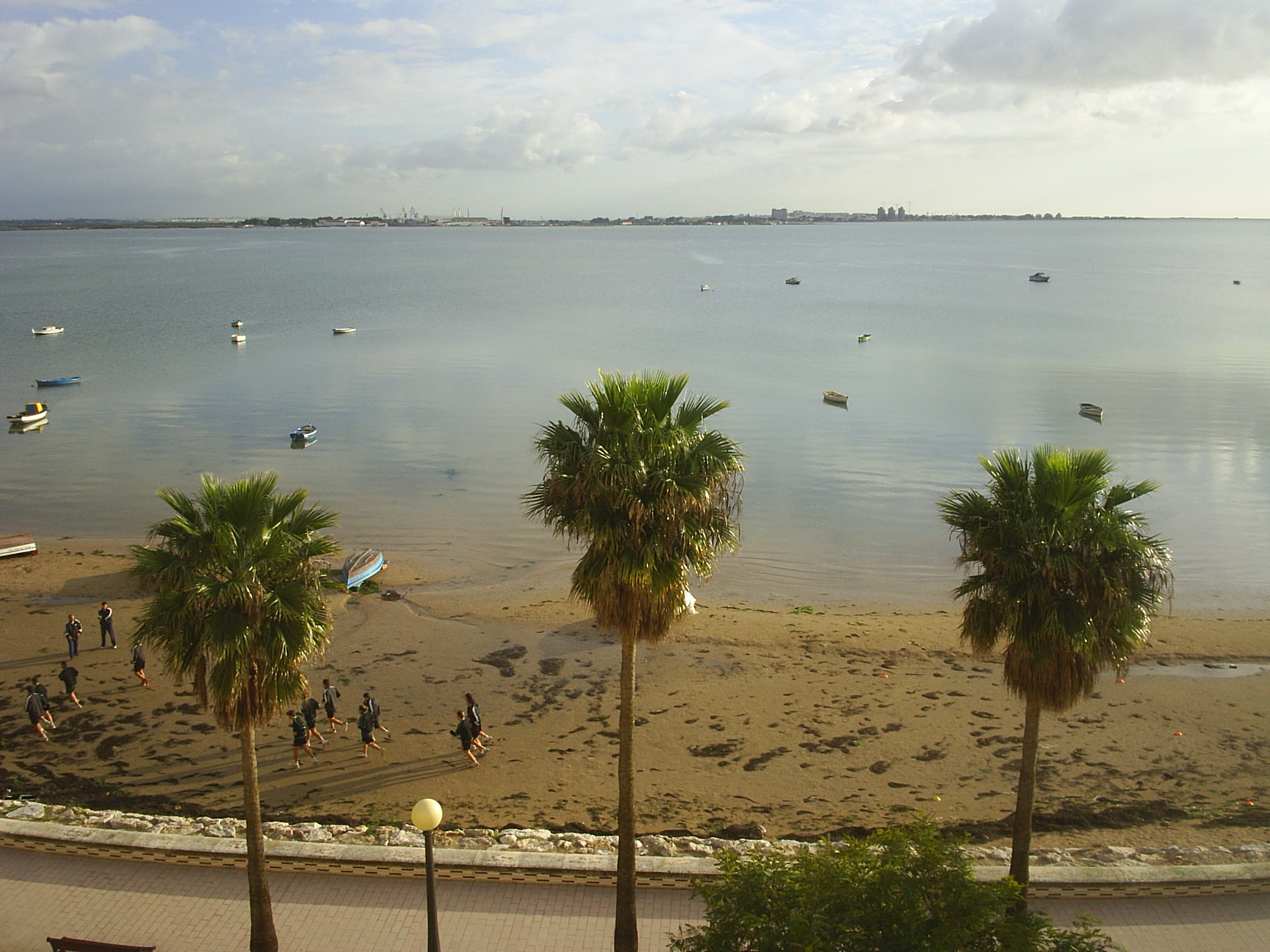
Playa de la Cachucha

El relieve del municipio es prácticamente llano y a nivel del mar salvo en el extremo este, donde empiezan a encontrarse lomas que superan los 100 metros de altitud. Las marismas de Puerto Real y la bahía de Cádiz completan el relieve del territorio. La altitud oscila entre los 159 metros (cerro Burcio) al este y el nivel del mar. El casco histórico se alza a 10 metros sobre el nivel del mar.  
El término municipal está constituido por el núcleo principal situado en el suroeste y diez núcleos de población como barrio de Jarana, El Marquesado, el Meadero de la Reina y la barrio Río San Pedro, siendo este último el más habitado.
| Noroeste: El Puerto de Santa María     | Norte: El Puerto de Santa María y Jerez de la Frontera | Noreste: Jerez de la Frontera               |
| Oeste: Cádiz y Bahía de Cádiz          |                                                        | Este: Jerez de la Frontera y Medina Sidonia |
| Suroeste San Fernando y Bahía de Cádiz | Sur: Chiclana de la Frontera                           | Sureste: Medina Sidonia                     |

### Naturaleza

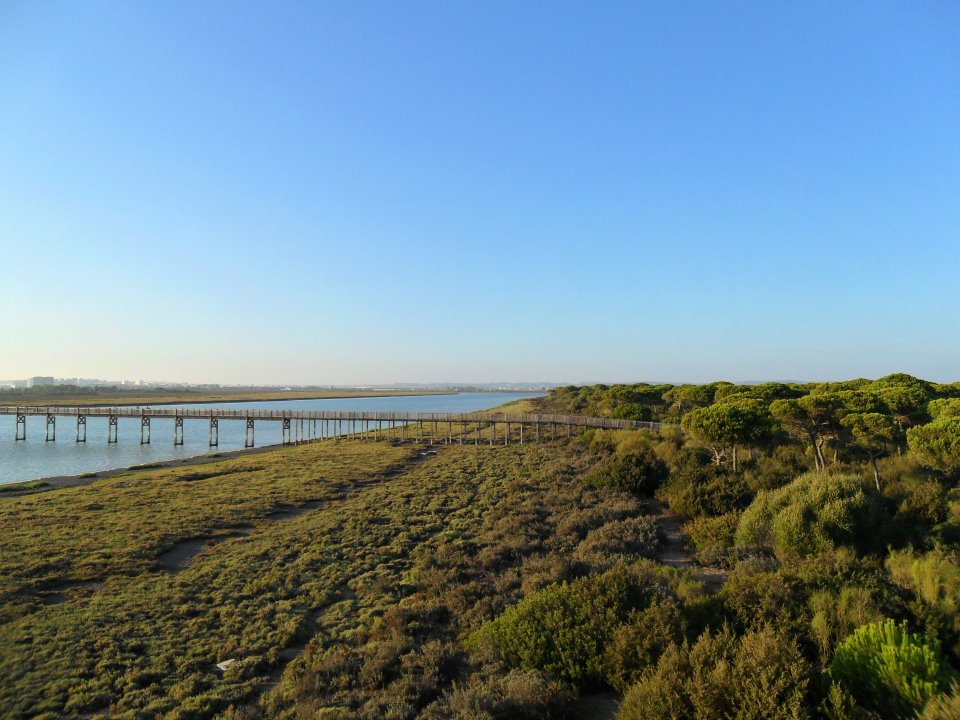
Pinar de la Algaida en el parque natural de la Bahía de Cádiz y puente sobre el río San Pedro

Señalar el parque natural de la Bahía de Cádiz, que se caracteriza por sus marismas  y paraje natural de la Isla del Trocadero. Dentro del término destacan los extensos pero fraccionados pinares de pino piñonero como el parque de Las Canteras, la Algaida o la Dehesa de las Yeguas. Entre los elementos hidrológicos destaca el río San Pedro, las marismas y las 800 ha. de lagunas interiores que se encuentran protegidas como Reserva Natural Complejo Endorreico de Puerto Real que comprende las lagunas del Comisario, San Antonio y del Taraje. Además, se encuentra la playa de la Cachucha.  

## Historia

### Prehistoria y Edad Antigua
El testimonio de poblamiento más antiguo es el de El Retamar que data del Neolítico. 
De la época de la Hispania romana abundan en el término municipal, perteneciente al conventus gaditanus, los yacimientos arqueológicos que dan testimonio de que se trataba de un importante centro de producción alfarera. Se han encontrado hornos en varias zonas de la ciudad (El Gallinero, Puente Melchor, Olivar de los Valencianos, etc.) e incluso, en la villa romana de Puente Melchor, un mosaico de Baco de enormes dimensiones. Las ánforas producidas en el actual territorio de Puerto Real servían para transportar vino y salazones a otros lugares del Imperio romano; en Roma, en el monte Testaccio, se han hallado restos de ánforas producidas en Puerto Real. Algunos autores sitúan en el actual término de Puerto Real la mansio romana de Portus Gaditanus, cuya localización exacta sigue siendo objeto de debate aún hoy. 
Algunos de los núcleos de población del término municipal pueden tener su origen en alquerías medievales de al-Ándalus, como en el caso del barrio de Jarana, que tiene origen en la Sacrana romana con continuidad en la Xarrana medieval de época islámica.

### Fundación y Edad Moderna
La población de Puerto Real fue fundada por Carta Puebla por los Reyes Católicos el 18 de junio de 1483, cuando estos se encontraban en Córdoba durante la guerra de Granada. Su intención era dotar a la Corona de un puerto marítimo bajo control propio en el golfo de Cádiz en un entorno en el que todos los puertos se encontraban bajo control nobiliario desde la segunda mitad del siglo XIII. Se eligió la franja costera del municipio relaengo de Jerez de la Frontera, y se autorizó el asentamiento de 200 colonos. En 1488 ya estaba constituido el concejo y, de acuerdo con la Carta Puebla se segregó, con categoría de villa, de Jerez de la Frontera. Además del fondedadero y condiciones privilegiadas para favorecer a la población frente a las de sus poderosos vecinos, en Puerto Real se aprovecharon las tierras de cultivo y se construyeron salinas y molinos en los caños. En 8 de octubre de 1488 Puerto Real vuelve a quedar subordinado a Jerez como merced tras la participación de esta última en las conquistas de Ronda (1485) y Málaga (1487). La villa nunca se mostró favorable a depender de Jerez y después de varios años de conflictos el ayuntamiento de Puerto Real obtendrá su independencia de manos de Carlos I en el año 1543, no conforme con esta decisión Jerez seguirá litigando hasta que Felipe II vincula la población a la monarquía en el año 1572.
La población se vio favorecida por el comercio con América, de lo que es testimonio el Real Carenero, para atender a la Armada. A partir de 1680 se autoriza que los barcos procedentes del puerto de Veracruz (Virreinato de Nueva España) pudieran ser despachados tanto en Cádiz como en Sevilla y en 1717 la Casa de Contratación se trasladó a Cádiz.

### DelsigloXIXa la actualidad

Evolución urbana de Puerto Real

En 1797 una escuadra inglesa ataca Cádiz, obligando a la población a huir a Puerto Real. El hacinamiento al que se ve obligado a vivir a la población hace que sufran epidemias graves. La situación no mejorará con la invasión de los franceses en la Guerra de la Independencia Española, que arrasan la villa y la convertirán en el cuartel de operaciones durante el asedio de Cádiz. Durante el Trienio Liberal se produjo una sublevación para reponer el poder absoluto de Fernando VII. Para apoyarla se produjo la intervención en España del ejército francés de los Cien Mil Hijos de San Luis frente a los partidarios del carácter constitucional de la monarquía. Los partidarios de la Constitución secuestraron a Fernando VII y lo llevaron hasta Cádiz; el ejército francés atravesó España con rapidez y el duque de Angulema instaló en Puerto Real su cuartel general. El 31 de agosto de 1823 fue la batalla de Trocadero, con victoria para los partidarios del absolutismo, dando inicio a la Década Ominosa. Aún quedan restos de esa batalla como el Castillo de San Luis o el Caño de la Cortadura, que fue una zanja preparada para evitar que la artillería francesa accediera a Cádiz.

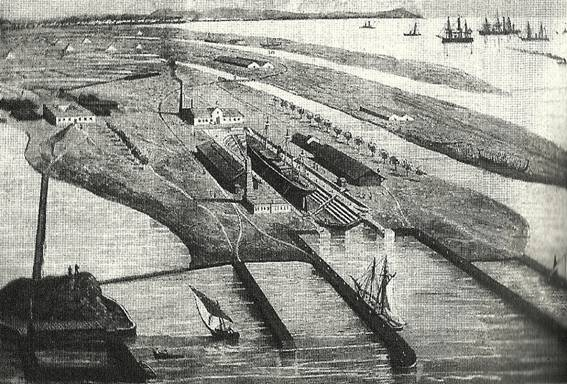
Vista de los diques de carena de la factoría de Matagorda para reparaciones de la flota mercante de Antonio López y López en Trocadero junto al Castillo de Matagorda

De 1843 data la feria de ganado que dio lugar a la actual feria de Puerto Real, celebrada para potenciar el comercio de la localidad. En 1856 se inaugura la línea de ferrocarril Jerez de la Frontera-Muelle de Trocadero para el transporte los vinos de Jerez hasta el muelle de Trocadero y el embarque a toda Europa, principalmente a Reino Unido. Esta fue la primera línea de ferrocarril de Andalucía, proyectada inicialmente por José Díez Imbrechts y actualmente el trazado que discurría por La Algaida es vía verde. En 1860 entra en funcionamiento la línea Sevilla-Cádiz, construyéndose un empalme entre ambas líneas. 
En 1863 el empresario Antonio López y López, al frente de Compañía de Vapores Correos A. López, concesionario del servicio de correos entre la península y Cuba, Puerto Rico y Santo Domingo,  arrienda unos terrernos en Trocadero a para establecer una pequeña factoría para atender las reparaciones de su flota naviera a vapor, origen del Astillero de Puerto Real. La elección del lugar respondió al fácil acceso y proximidad a la línea férrea, cuyas instalaciones compartió. En un primer momento López y López firmó un contrato para poder usar el Dique Grande del Arsenal de la Carraca, el más moderno de España en su momento, o su propio un dique flotante en La Habana para las carenas y reparaciones más importantes. En 1872 se autorizó el decreto para la ampliación de las instalaciones. Se construyó una obra espectacular que fue visitada por Alfonso XII en 1877. Comprendía dique de carena, antedique, muelles, explanada, almacenes y otras instalaciones un barrio obrero o un ramal ferroviario. En 1889, además de reparaciones, comienza la construcción de sus propios barcos, que con anterioridad se compraban en el extranjero, principalmente en Reino Unido. Se amplían las instalaciones con una grada, talleres o fundición y con una platilla de 1.200 trabajadores. El desastre del 98 supuso un duro golpe al comercio transoceánico de Trasatlantica.
En 1914 Sociedad Española de Construcción Naval adquiere el astillero de Matagorda y firma un convenio para la construcción y reparación de los navíos de Trasatlántica pero la actividad se resintió por la contracción del comercio debido a la crisis europea posterior a la I Guerra Mundial. La guerra civil provocó muchos daños en la villa, como el incendio por parte del bando republicano de la iglesia prioral o la pérdida de muchas vidas, existiendo una gran represión por parte del bando sublevado quienes asesinaron a decenas de militantes del Frente Popular y anarquistas. Durante la Guerra Civil se cavó una fosa común en el Cementerio de San Roque, recuperada en 2018 y nombrada Lugar de Memoria Democrática.

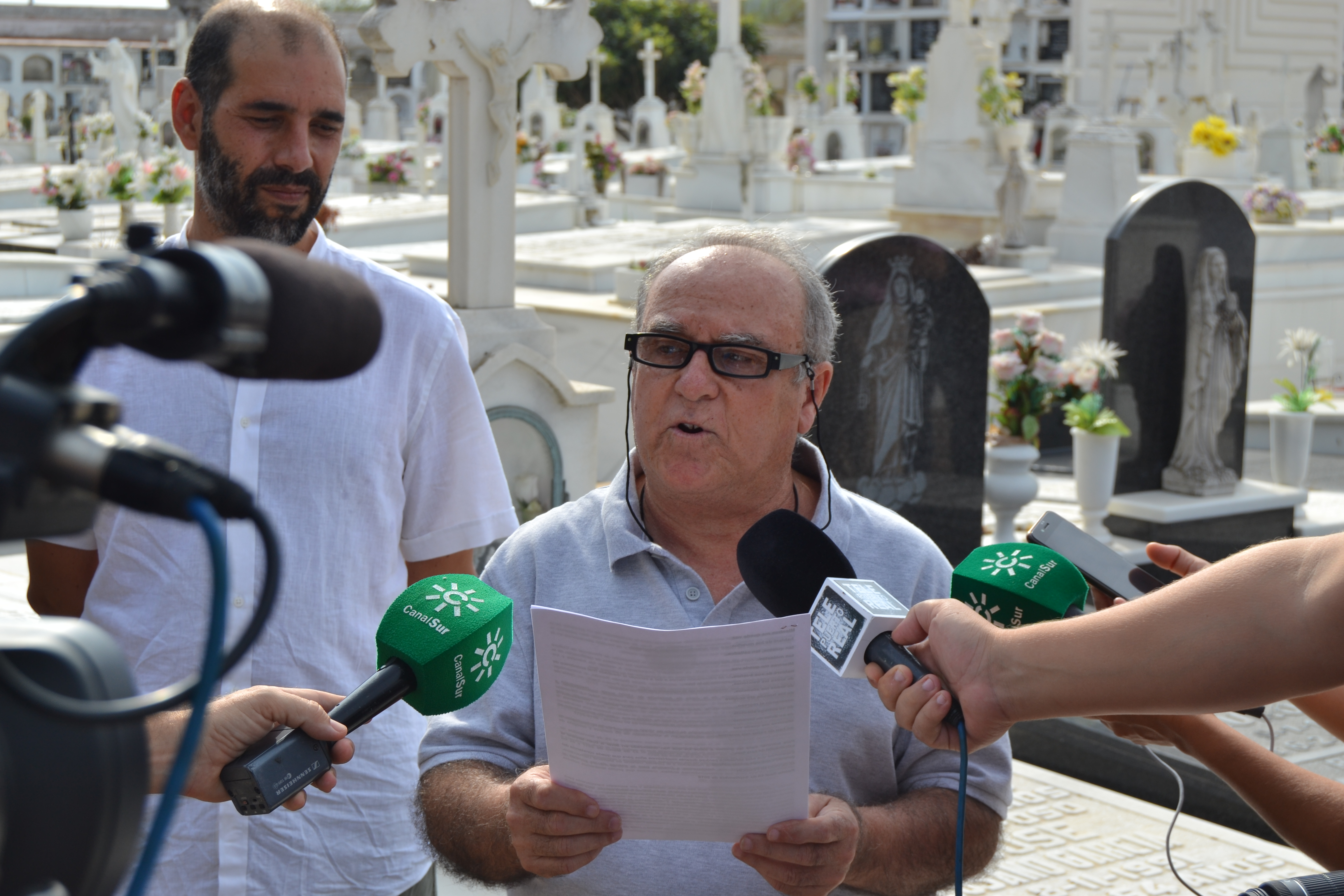
Inauguración como Lugar de Memoria Democrática a la fosa común del Cementerio

De 1957 a 1973 existió la barriada de Matagorda, edificada para los trabajadores de los astilleros, cuyos terrenos pasaron a uso industrial. De este periodo datan las infraestructuras de conducción eléctrica de los pilones de Cádiz y las casas del ingeniero del barrio de la Jarana. Durante la reconversión industrial que comenzó en la década de los 80 se produjeron recortes en la actividad productiva de los astilleros. Dentro de la reconversión industrial se instalaron nuevas compañías multinacionales de diferentes sectores industriales en Puerto Real. En 1982 General Motors, después Delphi, abrió una fábrica de componentes de automóviles que cerró en 2007 trasladando la producción a Polonia. En 1988 se inauguró la planta de Airbus, que cerró en 2021 al trasladarse a El Puerto de Santa María y fusionarse con la que tenía allí la misma compañía.

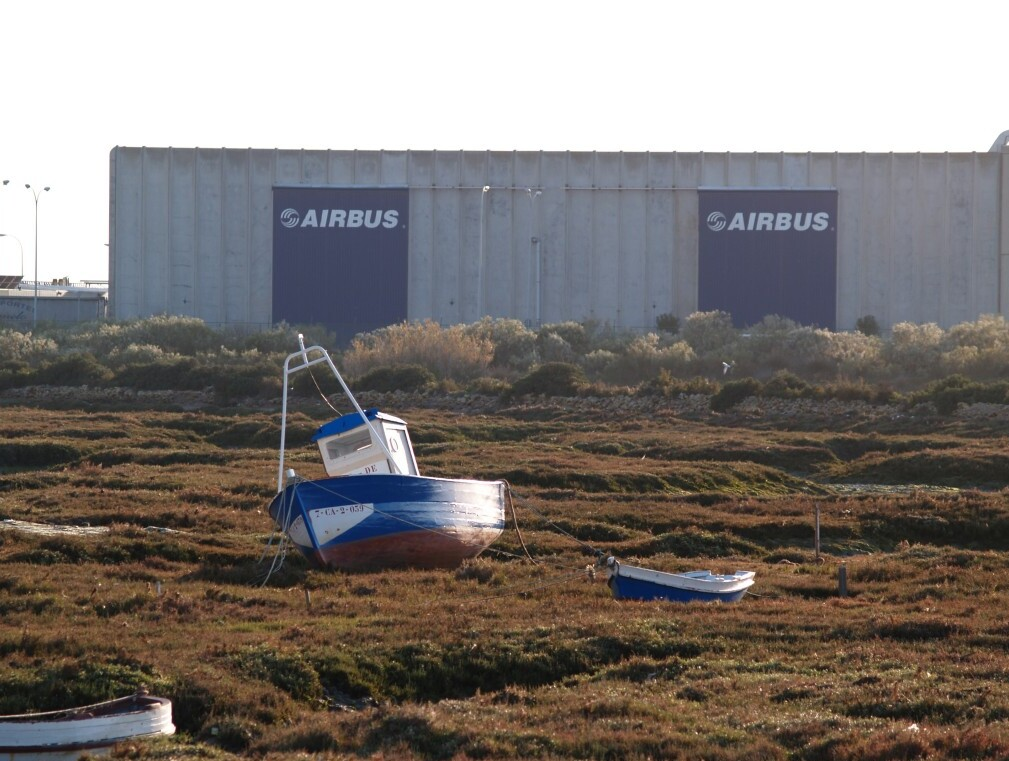
Factoría de Airbus en Puerto Real (1988-2021)

En 2021 Puerto Real alcanzó una tasa de paro del 30% que pueden explicarse, como en el caso de Linares y otras poblaciones industriales, por las prejubilaciones de Navantia, Delphi y Airbus de principios del siglo XXI.

## Demografía
Puerto Real cuenta con una población de 42 151 habitantes (INE 2024).
| Gráfica de evolución demográfica de Puerto Real entre 1842 y 2021                                                   |
| |
| Población de derecho según los censos de población del INE Población de hecho según los censos de población del INE |

## Economía

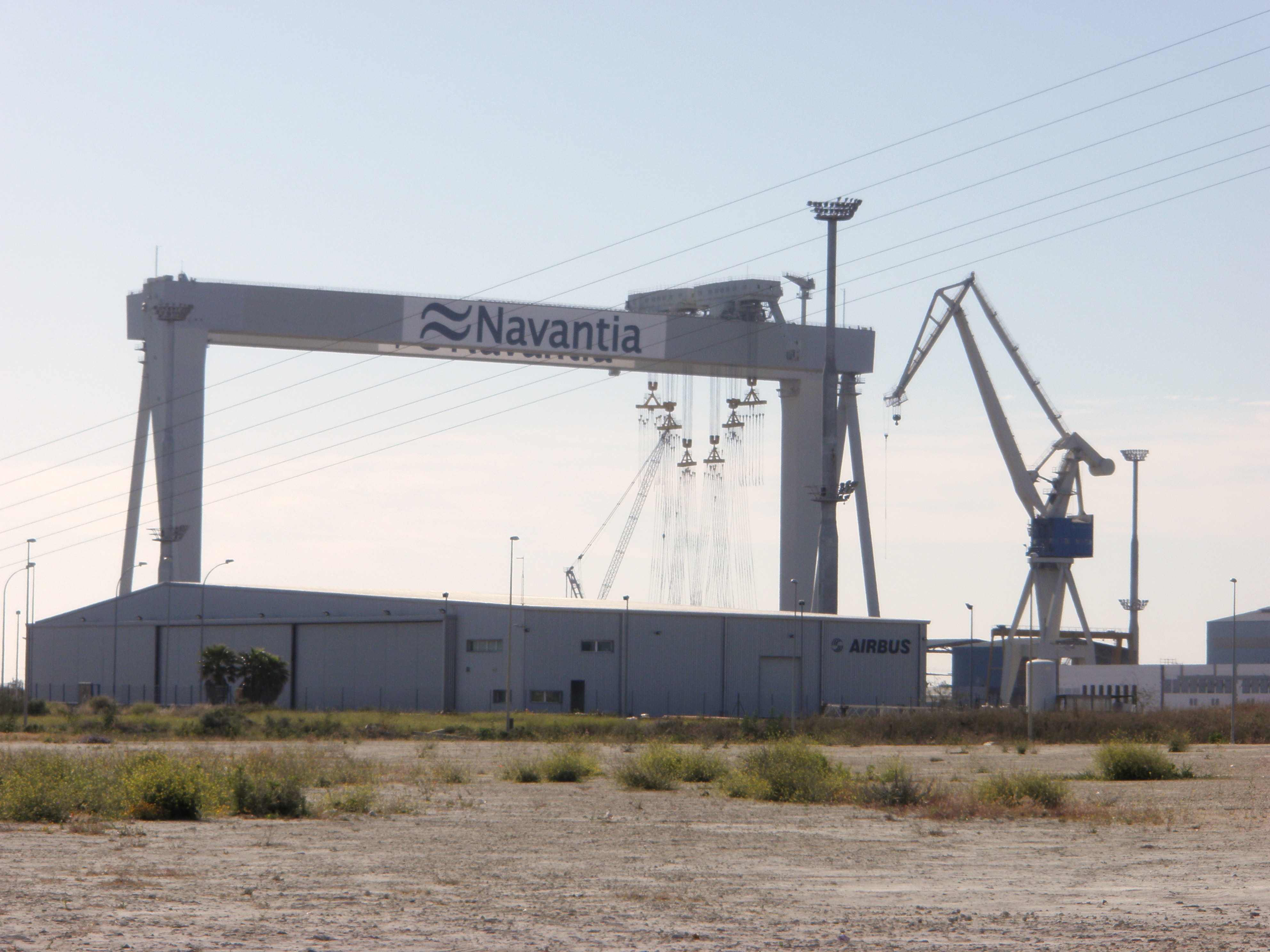
Grúa pórtico en los astilleros de Puerto Real pertenecientes a Navantia

Tradicionalmente la villa ha dependido de la agricultura y la explotación de los esteros de la costa como salinas o como producción pesquera de bajura y marisqueo. Ya en el siglo XVIII el Catastro de Ensenada muestra un claro auge de los sectores secundario y terciario, algo poco común en una economía del Antiguo Régimen. A partir del siglo XIX Puerto Real empezaría a desarrollar una industria volcada en las actividades navales. La diversificación llegaría a partir de mediados del siglo XX llevando a Puerto Real a trabajar en los siguientes sectores:
- El sector naval, actualmente en crisis por diversos motivos. Entre esos motivos destacan la feroz competencia del sector en países asiáticos con una mano de obra más barata y la inexistencia de una legislación mundial, que obligue a fabricar con doble casco aquellos barcos que transportan mercancías peligrosas; algo que solo se hace en unos cuantos astilleros del mundo, entre ellos los europeos. De acuerdo a los colectivos medioambientales, el doble casco es una medida de seguridad que deberían llevar todos los barcos mercantes, para evitar en caso de accidente que se vierta al mar el cargamento tóxico de forma incontrolada.
- El sector de grandes construcciones, como Dragados OffShore, que ha construido una de las mayores plataformas gaseras del mundo.
- El sector auxiliar, que comprenden a empresas pequeñas y medianas (pymes), proveedoras de servicios y mano de obra que rodean a todas las anteriores. En este grupo, muchas pymes que trabajan para la industria naval se han visto obligadas a reconvertirse o cerrar, debido a la crisis que padece ese sector.

Debido a los malos resultados de la industria naval, Puerto Real ha perdido una parte importante de sus empresas locales, que se dedicaban casi por completo al sector naval. Esta crisis del sector naval también afectó de sobremanera a todas las poblaciones de la Bahía de Cádiz, que cambiaron inmediatamente su modelo económico hacia el sector turístico de playa y sol. Algo que en Puerto Real no se produjo porque no dispone de abundantes playas y además la estacionalidad del sector turístico de playa y sol planteaba muchas interrogantes. Por ello, Puerto Real para el sector turístico pretende apostar por un modelo de turismo rural o de interior con campos de golf, paseos a caballo, senderismo, etc. así como revalorización de actividades artesanales relacionadas con las salinas y su gastronomía.

### Infraestructura industrial
Puerto Real cuenta con tres polígonos industriales en funcionamiento:
- Trocadero, donde se encontraba Airbus y donde estaba la factoría de Delphi hasta su cierre, contiene industrias locales;
- Cabezuelas, de carácter logístico al apoyar al muelle homónimo (Muelle de la Cabezuela), con empresas como el Astillero de Puerto Real, de Navantia y Dragados Off Shore.
- Tres Caminos, de carácter comercial e industria ligera.

Han existido proyectos para ampliar la superficie industrial de Puerto Real. En el norte se proyectó el polígono de las Aletas, aunque hasta 2023 no se ha iniciado y en el este el polígono medioambiental de El Carpio.

### Evolución de la deuda viva municipal
El concepto de deuda viva contempla sólo las deudas con cajas y bancos relativas a créditos financieros, valores de renta fija y préstamos o créditos transferidos a terceros, excluyéndose, por tanto, la deuda comercial.
| Gráfica de evolución de la deuda viva del Ayuntamiento de Puerto Real entre 2008 y 2024 |
|                                                                                         |
| Deuda viva del Ayuntamiento, en miles de euros, según datos del Ministerio de Hacienda  |

## Servicios

### Educación y deportes
Cuenta con varios centros de educación infantil y los institutos de enseñanza superior Manuel de Falla, La Jarcia, Profesor Antonio Muro, Virgen del Carmen, La Salle Buen Consejo, Juan Pablo II-Santo Ángel y La Algaida (barrio de San Pedro). Cuenta con el centro de educación de adultos Inspector Francisco Poveda Díaz.
Además, señalar el Campus de Puerto Real de la Universidad de Cádiz y el Centro Andaluz Superior de Estudios Marinos inaugurado en 1992.
En 1984 se inauguró el Pabellón Municipal de Deportes, en el paseo marítimo. Durante muchos años fue sede de torneos de importancia nacional y fue el centro de la actividad deportiva municipal. En 2022 se cerró por encontrarse en ruinas y hasta 2024 no se ha podido acometer su reparación. El municipio tiene más instalaciones deportivas repartidas por las barriadas: dos salas de barrio, una piscina cubierta y otra de verano y pistas de fútbol al aire libre.

### Sanidad
Existen consultorios médicos en barrio de Jarana y en barrio de San Pedro y está el Hospital Universitario de Puerto Real. Se encuentra en Puerto Real el Centro Coordinador del 061 de la provincia de Cádiz.

### Seguridad
Existe un puesto de la Guardia Civil y la comisaría de la Policía Nacional de Puerto de Santa María-Puerto Real.

### Justicia
Tiene partido judicial propio y cuenta con juzgados de primera instancia e instrucción. Este se encuentra en la avenida de la Constitución, esquina con calle Abeto.

### Transporte

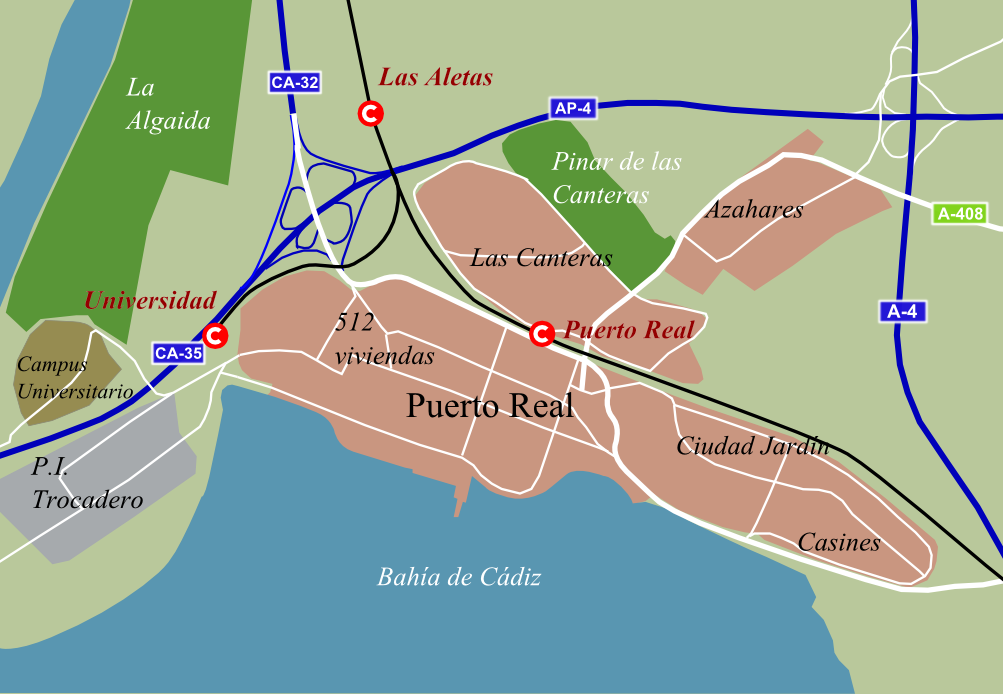
Mapa de las comunicaciones de Puerto Real

#### Carretera
- Autovía del Sur (A-4) entre los pK 655 y 674.
- Autopista AP-4 (Sevilla-Cádiz), que tiene su continuación en la carretera CA-35, la autovía de acceso a Cádiz por el puente José León de Carranza.
- Carretera CA-32 (antigua N-IVa), que sirve de acceso sur a El Puerto de Santa María.
- Carretera A-408, que permite la comunicación con Paterna de Rivera y Medina Sidonia.

#### Ferrocarril
Cuenta con servicio de media distancia ocasional y línea de cercanías de Cádiz, con la Estación de Puerto Real y dos apeaderos: Las Aletas y Universidad que mantienen servicios diarios de trenes de cercanías y regionales.

#### Puerto
Tiene la dársena del Puerto de la Bahía de Cádiz La Cabezuela-Puerto Real. Es de uso comercial con instalaciones especiales para Dragados Off Shore y Navantia.

#### Aeropuerto
El aeropuerto de Jerez de la Frontera se encuentra a aproximadamente 24 minutos en coche desde Puerto Real, facilitando el acceso a vuelos nacionales e internacionales.

## Cultura

### Patrimonio

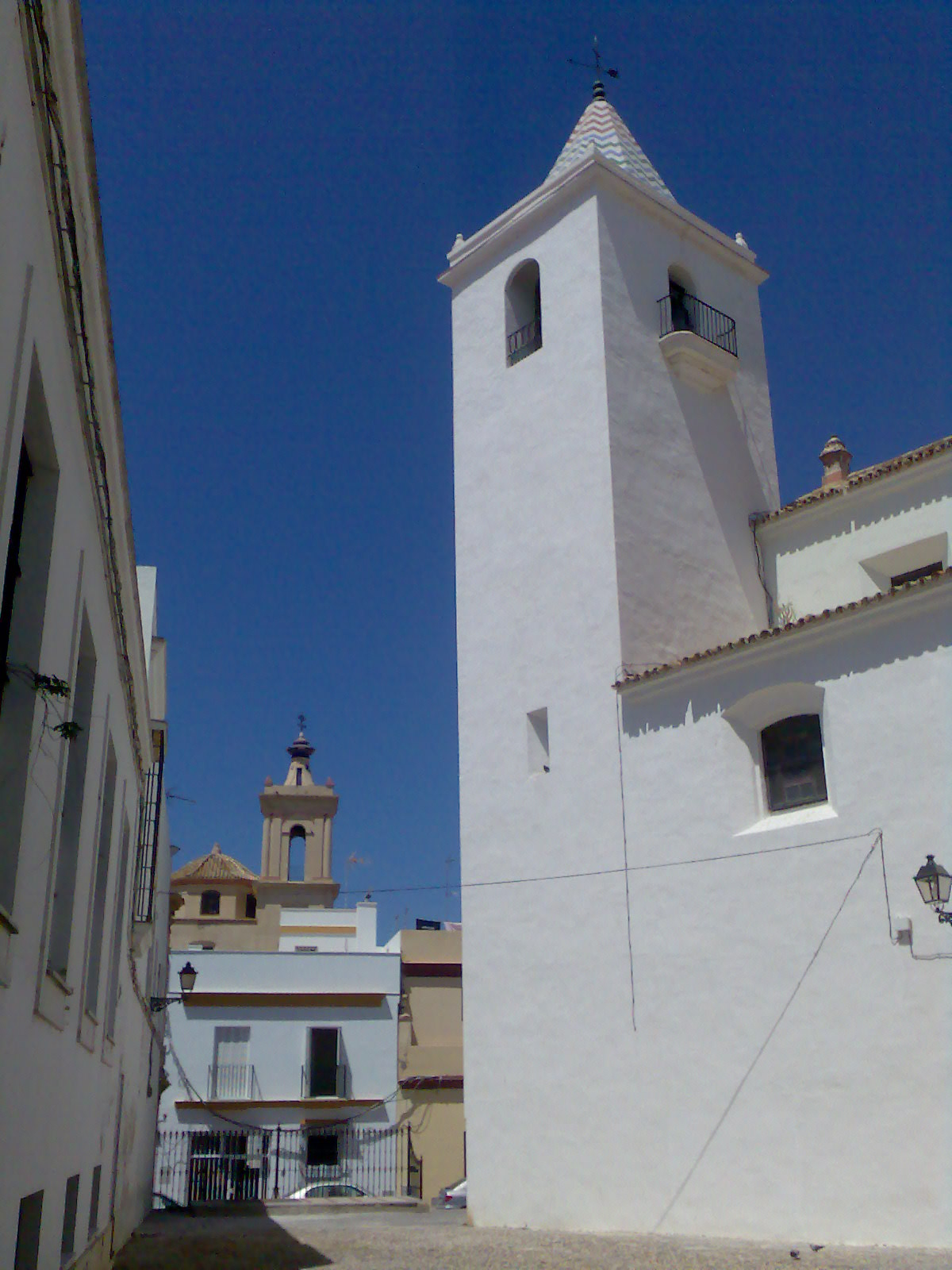
La iglesia de San Sebastián con la iglesia de San José al fondo

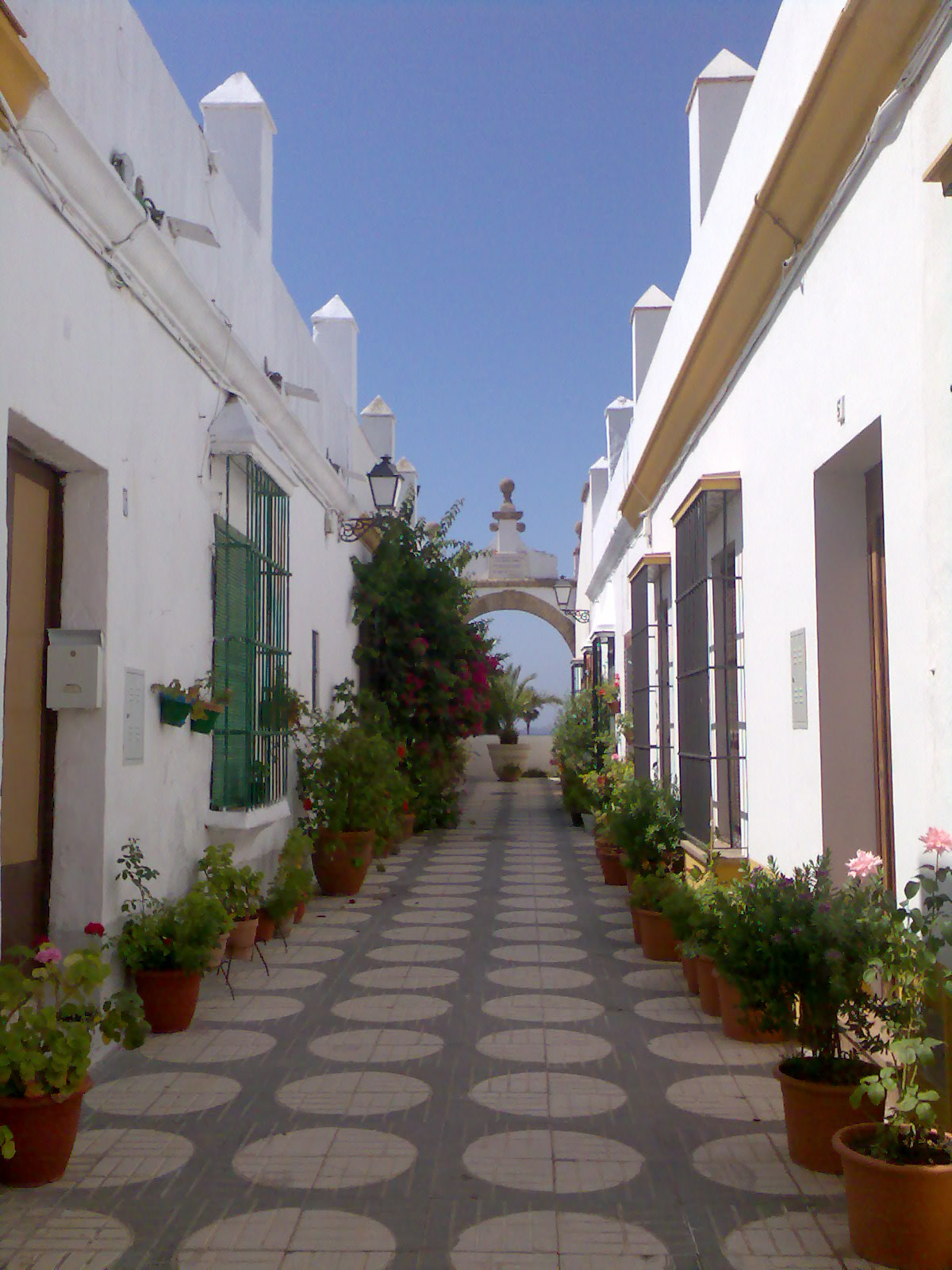
Callejón del Arco

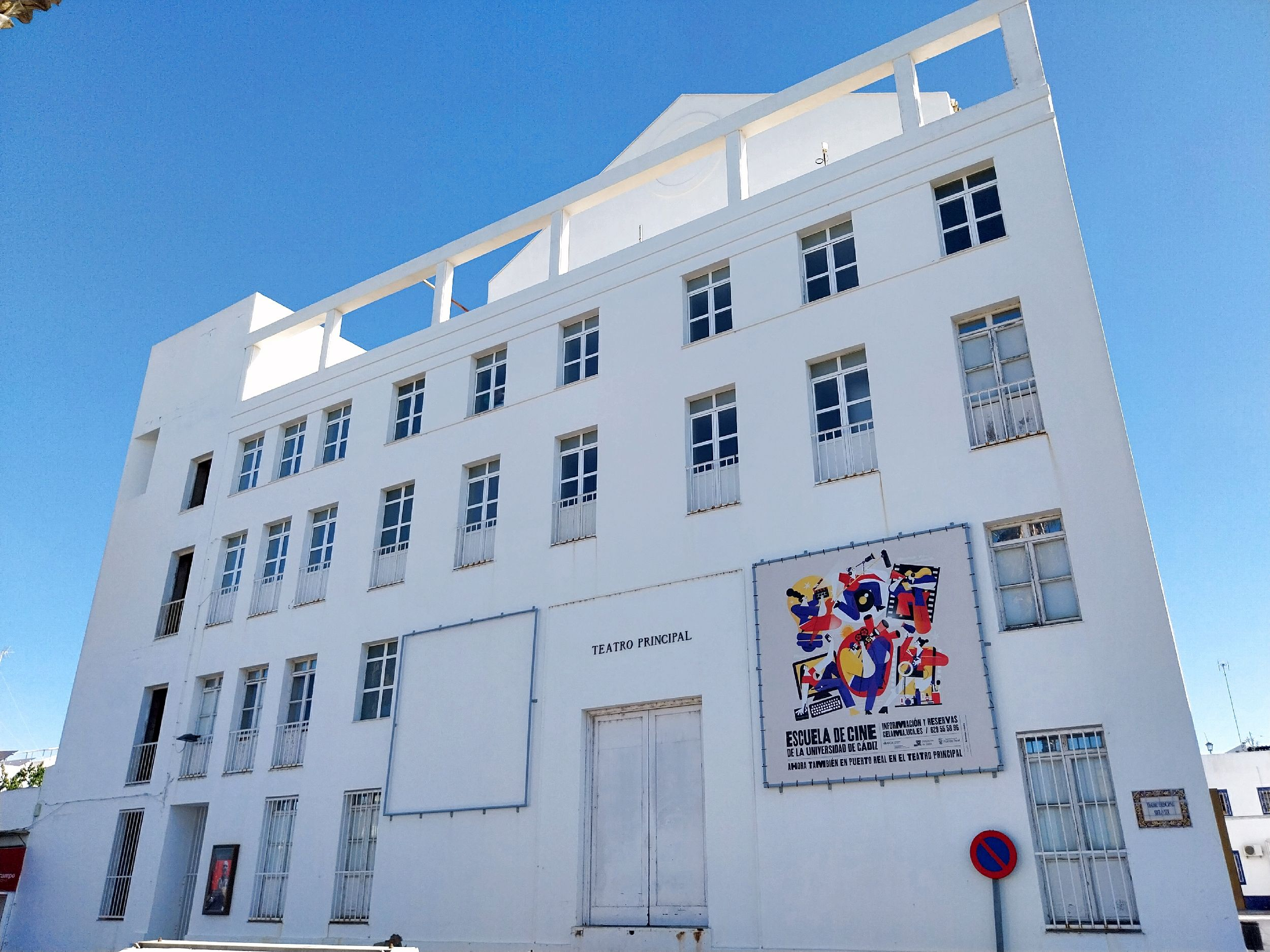
Teatro Principal.

#### Bienes de Interés Cultural
Son bienes de interés cultural los siguientes:
- Iglesia de San José, siglo XVIII, de estilo neoclásico. Fue construida a finales del siglo XVIII por el Gremio de Carpinteros de marina de la ciudad. En la actualidad, acoge el centro cultural Iglesia San José.
- Real Carenero del siglo XV y elementos históricos del Dique de Matagorda como parte del patrimonio industrial de construcción naval de Puerto Real.
- Yacimientos arqueológicos de los pecios Barco de la Cabezuela y del Arsenal La Carraca, que se encuentra depositado en el Museo Naval de San Fernando.[43][44]
- El Fuerte San Luis, Fuerte de San Luis-Caño del Trocadero, Fuerte de San Luis-Puente de Carranza, Castillo de Matagorda, Batería de las Cantarillas como parte del sistema de fortificaciones de la Bahía de Cádiz.
- Centro histórico de Puerto Real.
- Puente de Zuazo.[43]

#### Lugares de interés en Puerto Real
De época romana, del siglo I d. C. Horno Romano de El Gallinero y, a dos kilómetros de Puerto Real, Alfar romano del Cerro de Ceuta de producción anfórica, siglo I a. C.
- Iglesia de San Sebastián (siglo XV-XVI con añadidos hasta el siglo XIX). Es la iglesia más antigua de la localidad. Se erigió probablemente encima de una ermita. Iniciada en estilo gótico, acabó terminada en estilo barroco.

- Iglesia conventual de la Victoria del siglo XVII antiguo convento Mínimo, convertido en hospital tras la marcha de la orden. Su interior atesora la imponente imagen de Ntra. Sra. de la Soledad, obra de la imaginera barroca andaluza Luisa Roldán La Roldana, siendo esta la única imagen dolorosa que se conserva de esta afamada artista. La imagen fue donada por el matrimonio de los Arcos-Roldán al convento de Frailes Mínimos en el mes de julio de 1688. Además de la talla de Ntra. Sra. de la Soledad, se conserva en esta iglesia una talla de San Francisco de Paula, también obra de La Roldana y una tercera imagen de un cristo yacente, atribuido a esta misma imaginera.

- Del siglo XVIII señalar el Callejón del Arco, calle típica de la ciudad.

- Caja (o Arca) del Agua (siglo XVIII) que se encuentra en el parque del Porvenir. Se trata de la cabecera terminal del acueducto del siglo XVIII, obra de Ruiz Florindo bajo el reinado de Carlos III y la Peititorre, antigua torre vigía en el paseo marítimo. Además, la Media Luneta que, junto con el resto del cantil, son los últimos vestigio de la ribera del muelle del siglo XVIII.
- Mercado de Abastos construido por Torcuato Benjumeda es, probablemente, el más antiguo mercado de abastos que se conserva como tal en Andalucía.

Del siglo XIX señalar el Teatro Principal, que es el segundo teatro más antiguo de Andalucía, tras el de Las Cortes, de San Fernando. Además, el jardín histórico de Jardines El Porvenir por el alcalde don Antonio Capriles, como parte de las obras de mejora de la ciudad; vino a urbanizar la zona de La Laguna, evitando el encharcamiento sistemático de dicha parte de la ciudad.

### Fiestas y tradiciones

#### Feria
Sin desmerecer a las demás celebraciones, la Feria puede considerarse la fiesta más importante de Puerto Real, gracias a la gran aceptación local. Lleva celebrándose ininterrumpidamente (excepto en 2020 debido a la pandemia) desde 1843, año que celebró su primera edición bajo la denominación de Feria de Ganado. Esta temprana celebración la convierte en la tercera feria más antigua de Andalucía y una de las ferias más antiguas de España. Como origen cuenta como feria de muestra y venta de ganado y curiosamente se inaugura con la elección de la Reina de la Feria desde 1947. La feria se articula en torno al recinto de Las Canteras, esto permite disfrutar del amparo de los pinos del parque cercano, verdadero pulmón verde de la bahía.

#### Semana Santa
La Semana Santa de Puerto Real transcurre desde el Domingo de Ramos, con la salida de la Borriquita hasta el Domingo de Resurrección con la salida del Resucitado. Otras salidas procesionales relevantes son la Vera Cruz, el Miércoles Santo; el Nazareno, el Jueves Santo; y la Soledad, el Viernes Santo. La población cuenta en total con 10 Hermandades y Cofradías diferentes. 
Destaca la imagen de Ntra. Sra. de la Soledad, única dolorosa fielmente documentada obra de Luisa Roldán La Roldana, siendo esta una de las obras cumbres de la imaginería barrosa andaluza, la cual data del año 1688.

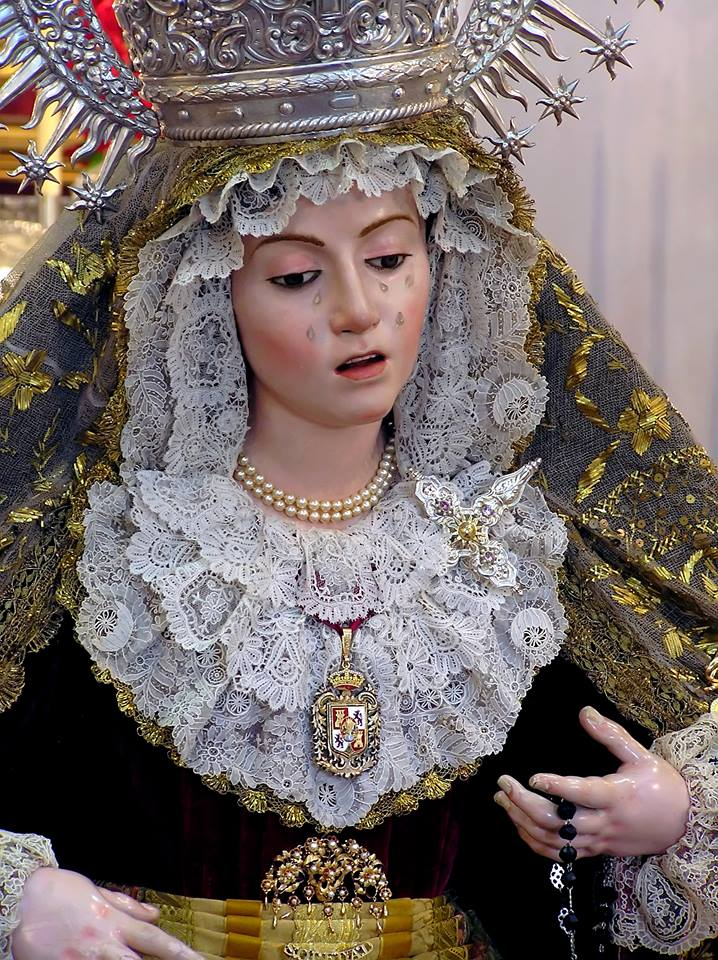
Ntra. Sra. de la Soledad

#### Otras festividades
- En febrero se celebra el Carnaval, de forma paralela al Carnaval de Cádiz, aunque con menos días de duración (un fin de semana).
- El 11 de febrero la celebración del día de la Patrona de la Villa: la Virgen de Lourdes.
- La celebración de las Cruces de Mayo en Puerto Real llena de colorido el mes de las flores por excelencia, y logra que los patios y locales de entidades se adornen con el barroquismo de esas cruces que, llenas de flores, se ven acompañadas de los primeros acordes flamencos que sirven de preludio a nuestra Feria.
- La víspera de San Juan, se procede a la quema de los tradicionales "Juanillos" instalados por diferentes partes de la localidad.
- El 16 de julio destaca la procesión de Ntra. Sra. del Carmen por las calles desde la iglesia mayor prioral de San Sebastián.
- Las fiestas navideñas se celebran en Puerto Real de forma tradicional, con vistosos decorados de las calles principales y gran animación en sus calles. El 5 de enero tiene lugar la llegada de los Reyes Magos de Oriente, que hacen su entrada en la Villa en un helicóptero que aterriza en la Puntilla del Muelle, para una vez en tierra Sus Majestades, iniciar la Cabalgata repartiendo caramelos e ilusiones entre los niños y niñas de Puerto Real.

## Administración y política

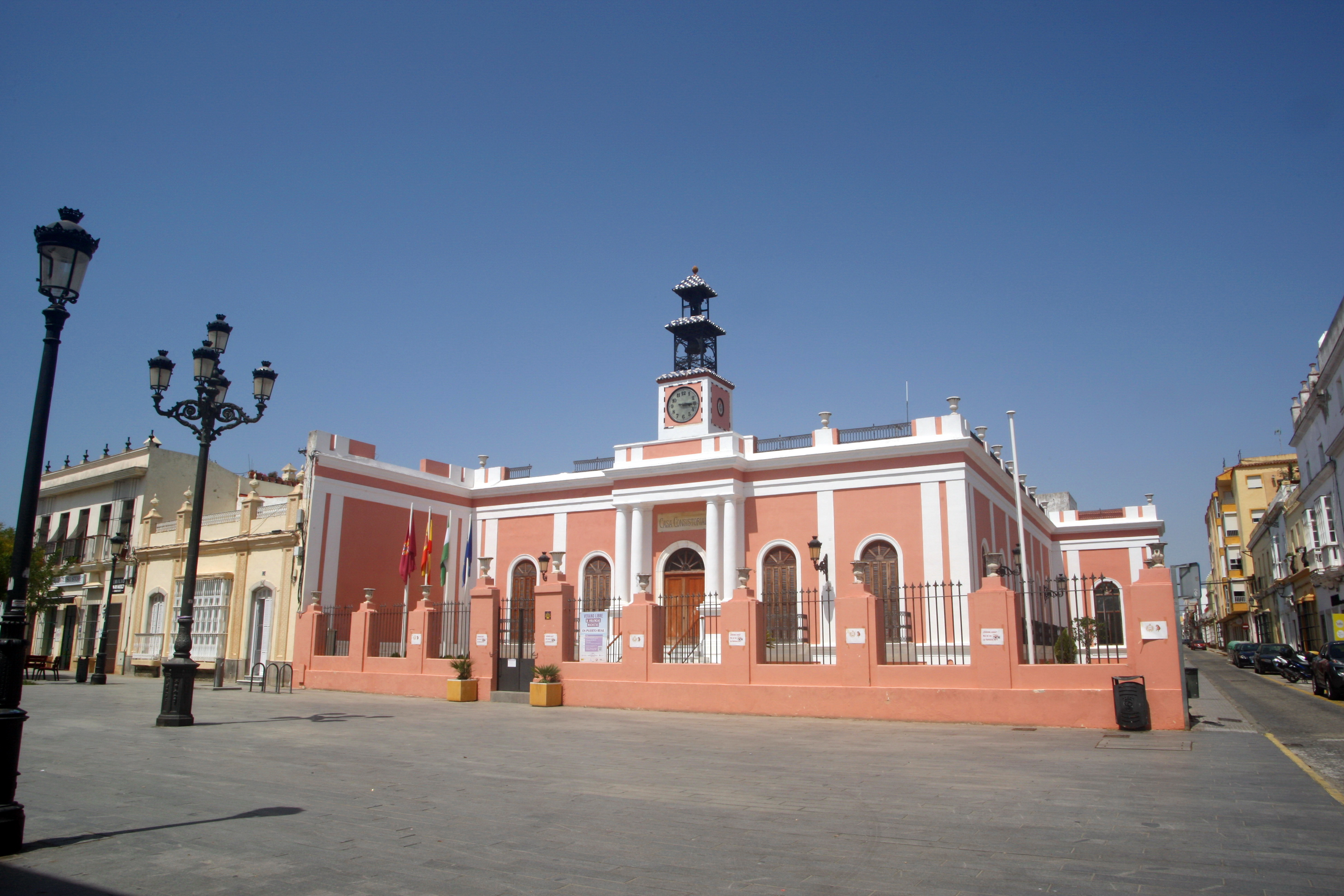
Ayuntamiento de Puerto Real

Su ayuntamiento consta de 21 escaños para 21 concejales. Aurora Salvador (Confluencia de Izquierdas) fue elegida alcaldesa de la villa el 28 de mayo de 2023.
| Periodo   | Nombre                       | Partido | Partido                                                 |
| --------- | ---------------------------- | ------- | ------------------------------------------------------- |
| 1979-1983 | José Antonio Barroso Toledo  |         | Partido del Trabajo de España (PTE)                     |
| 1983-1987 | José Antonio Barroso Toledo  |         | Unidad Puertorrealeña (UP)                              |
| 1987-1991 | José Antonio Barroso Toledo  |         | Izquierda Unida (IU)                                    |
| 1991-1995 | José Antonio Barroso Toledo  |         | Agrupación Democrática de la Izquierda (ADI)            |
| 1995-1998 | Antonio Carrión López        |         | Partido Popular de Andalucía (PP)                       |
| 1998-1999 | Antonio García               |         | Partido Socialista Obrero Español de Andalucía (PSOE-A) |
| 1999-2011 | José Antonio Barroso Toledo  |         | Izquierda Unida (IU)                                    |
| 2011-2015 | Maribel Peinado Pérez        |         | Partido Andalucista (PA)                                |
| 2015-2019 | Antonio Javier Romero Alfaro |         | Sí Se Puede                                             |
| 2019-2023 | Elena Amaya León             |         | Partido Socialista Obrero Español de Andalucía (PSOE-A) |
| 2023-act. | Aurora Salvador              |         | Izquierda Unida (IU)                                    |

| Partido político                                         | 2023  | 2023  | 2023       | 2019         | 2019         | 2019         | 2015  | 2015  | 2015       | 2011  | 2011  | 2011       | 2007  | 2007  | 2007       |
| Partido político                                         | %     | Votos | Concejales | %            | Votos        | Concejales   | %     | Votos | Concejales | %     | Votos | Concejales | %     | Votos | Concejales |
| Izquierda Unida (IU)                                     | 33,40 | 6164  | 8          | Con Adelante | Con Adelante | Con Adelante | 6,67  | 1217  | 1          | 10,25 | 1920  | 2          | 34,11 | 5683  | 8          |
| Partido Socialista Obrero Español de Andalucía (PSOE-A)  | 19,41 | 3582  | 5          | 28,90        | 5335         | 7            | 15,78 | 2880  | 3          | 11,00 | 2061  | 2          | 30,14 | 5022  | 7          |
| Unidad Andalucista (UA)                                  | 16,04 | 2961  | 4          | —            | —            | —            | —     | —     | —          | —     | —     | —          | —     | —     | —          |
| Partido Popular de Andalucía (PP)                        | 10,68 | 1971  | 2          | 4,03         | 744          | 0            | 4,50  | 821   | 0          | 10,63 | 1991  | 2          | 8,35  | 1392  | 1          |
| Adelante                                                 | 7,34  | 1355  | 1          | 33,84        | 6247         | 8            | —     | —     | —          | —     | —     | —          | —     | —     | —          |
| Vox                                                      | 5,95  | 1099  | 1          | 3,01         | 556          | 0            | —     | —     | —          | —     | —     | —          | —     | —     | —          |
| Podemos-Sí Se Puede                                      | 4,83  | 892   | 0          | —            | —            | —            | 27,80 | 5075  | 7          | —     | —     | —          | —     | —     | —          |
| Andalucía Por Sí (AxSí)                                  | —     | —     | —          | 16,48        | 3042         | 4            | —     | —     | —          | —     | —     | —          | —     | —     | —          |
| Equo-Los Verdes (LV)                                     | —     | —     | —          | 5,20         | 961          | 1            | 13,15 | 2400  | 3          | 8,45  | 1583  | 2          | 5,58  | 930   | 1          |
| Partido Andalucista (PA)-Espacio Plural Andaluz (EP-And) | —     | —     | —          | —            | —            | —            | 28,47 | 5197  | 7          | 45,87 | 8591  | 12         | 17,58 | 2929  | 4          |
| Ciudadanos por El Río (CPER)                             | —     | —     | —          | —            | —            | —            | —     | —     | —          | 6,68  | 1251  | 1          | —     | —     | —          |